# Fond du Lac
Fond du Lac je město v okresu Fond du Lac County ve státě Wisconsin ve Spojených státech amerických. Leží na jezeře Winnebago a stejnojmenné řece jižně od měst Oshkosh a Appleton, jihozápadně od Green Bay, západně od města Sheboygan a severozápadně od Milwaukee. 
S celkovou rozlohou 53 km² byla hustota zalidnění 897 obyvatel na km². K roku 2020 zde žilo 44 678 obyvatel. 